# Sindaci di Ancona
Di seguito l'elenco cronologico dei sindaci di Ancona e delle altre figure apicali equivalenti che si sono succedute nel corso della storia.

## Regno d'Italia (1861-1946)
| Periodo | Periodo | Primo cittadino                | Partito                     | Carica                    | Note |
| ------- | ------- | ------------------------------ | --------------------------- | ------------------------- | ---- |
| 1860    | 1867    | Michele Fazioli                |                             | Sindaco                   |      |
| 1867    | 1867    | Luigi Maccaferri               |                             | Delegato straordinario    |      |
| 1867    | 1872    | Francesco Matteucci            |                             | Sindaco                   |      |
| 1872    | 1873    | Alessandro Bernardi            |                             | Sindaco                   |      |
| 1873    | 1873    | Nicola Fanelli                 |                             | Commissario straordinario |      |
| 1873    | 1874    | Nicola Fanelli                 |                             | Sindaco                   |      |
| 1874    | 1876    | Michele Fazioli                |                             | Sindaco                   |      |
| 1876    | 1876    | Giovanni Battista Bosdari      |                             | Sindaco                   |      |
| 1876    | 1877    | Lorenzo Pratilli               |                             | Sindaco                   |      |
| 1877    | 1878    | Carlo Moroder                  |                             | Sindaco                   |      |
| 1878    | 1878    | Domenico Fabretti              |                             | Delegato straordinario    |      |
| 1878    | 1878    | Gaspare Vecchini               |                             | Consigliere anziano       |      |
| 1878    | 1879    | Francesco De Bosis             |                             | Sindaco                   |      |
| 1879    | 1879    | Sigismondo Trionfi             |                             | Sindaco                   |      |
| 1879    | 1880    | Alessandro Bernardi            |                             | Sindaco                   |      |
| 1880    | 1889    | Terenzio Frediani              |                             | Sindaco                   |      |
| 1889    | 1890    | Sigismondo Trionfi             |                             | Sindaco                   |      |
| 1890    | 1891    | Luigi Dari                     |                             | Sindaco                   |      |
| 1891    | 1893    | Francesco Gabrielli (politico) |                             | Sindaco                   |      |
| 1893    | 1895    | Arturo Vecchini                |                             | Sindaco                   |      |
| 1895    | 1896    | Raffaele Jona                  |                             | Sindaco                   |      |
| 1896    | 1897    | Terenzio Frediani              |                             | Sindaco                   |      |
| 1897    | 1898    | Carlo Moroder                  |                             | Sindaco                   |      |
| 1899    | 1902    | Luigi Dari                     |                             | Sindaco                   |      |
| 1902    | 1902    | Rigoberto Petrelli             |                             | Sindaco                   |      |
| 1902    | 1903    | Eduardo Verdinois              |                             | Regio commissario         |      |
| 1902    | 1903    | Luigi Dari                     |                             | Sindaco                   |      |
| 1903    | 1904    | Lorenzo Bucci Casari           |                             | Sindaco                   |      |
| 1904    | 1904    | Luigi Dari                     |                             | Sindaco                   |      |
| 1904    | 1906    | Augusto Moroder                |                             | Sindaco                   |      |
| 1906    | 1906    | Alfredo Felici                 |                             | Sindaco                   |      |
| 1906    | 1907    | Vittorio Menzinger             |                             | Regio commissario         |      |
| 1907    | 1909    | Rigoberto Petrelli             |                             | Sindaco                   |      |
| 1909    | 1910    | Alfredo Felici                 |                             | Sindaco                   |      |
| 1910    | 1910    | Guglielmo Bonarelli            |                             | Sindaco                   |      |
| 1910    | 1910    | Francesco Francesconi          |                             | Sindaco                   |      |
| 1910    | 1911    | Guglielmo Bonarelli            |                             | Sindaco                   |      |
| 1911    | 1912    | Alfredo Felici                 |                             | Sindaco                   |      |
| 1912    | 1914    | Umberto Veschi                 |                             | Commissario prefettizio   |      |
| 1914    | 1914    | Roberto Berti                  |                             | Sindaco                   |      |
| 1914    | 1915    | Francesco Crispo Moncada       |                             | Sindaco                   |      |
| 1915    | 1919    | Alfredo Felici                 |                             | Sindaco                   |      |
| 1919    | 1919    | Rinaldo Vignini                |                             | Sindaco                   |      |
| 1919    | 1919    | Giannantonio Mecozzi           |                             | Sindaco                   |      |
| 1919    | 1919    | Gio. Batta Rossi               |                             | Sindaco                   |      |
| 1919    | 1920    | Rinaldo Vignini                |                             | Sindaco                   |      |
| 1920    | 1922    | Domenico Pacetti               |                             | Sindaco                   |      |
| 1922    | 1923    | Giovanni Maggiotto             |                             | Sindaco                   |      |
| 1923    | 1926    | Enrico Guido Fabi              |                             | Sindaco                   |      |
| 1926    | 1939    | Riccardo Moroder               |                             | Podestà                   |      |
| 1939    | 1943    | Franco Andriani                |                             | Podestà                   |      |
| 1943    | 1943    | Francesco Blandaleone          |                             | Commissario prefettizio   |      |
| 1943    | 1943    | ??? Loricchio                  |                             | Commissario prefettizio   |      |
| 1943    | 1943    | ??? Giardina                   |                             | Commissario prefettizio   |      |
| 1943    | 1944    | Salvatore Zammit               |                             | ???                       |      |
| 1944    | 1944    | Franco Patrignani              | Partito Comunista Italiano  | Sindaco                   |      |
| 1944    | 1945    | Remo Roja                      | Partito Socialista Italiano | Sindaco                   |      |
| 1945    | 1946    | Luigi Ruggeri                  | Partito Comunista Italiano  | Sindaco                   |      |

## Repubblica Italiana (dal 1946)
| Sindaci eletti dal Consiglio comunale (1946-1993)    | Sindaci eletti dal Consiglio comunale (1946-1993) | Sindaci eletti dal Consiglio comunale (1946-1993) | Sindaci eletti dal Consiglio comunale (1946-1993) | Sindaci eletti dal Consiglio comunale (1946-1993) | Sindaci eletti dal Consiglio comunale (1946-1993) | Sindaci eletti dal Consiglio comunale (1946-1993) | Sindaci eletti dal Consiglio comunale (1946-1993) | Sindaci eletti dal Consiglio comunale (1946-1993) |
| Nominativo                                           | Nominativo                                        | Partito                                           | Partito                                           | Partito                                           | Partito                                           | Mandato                                           | Mandato                                           | Elezione                                          |
| Nominativo                                           | Nominativo                                        | Partito                                           | Partito                                           | Partito                                           | Partito                                           | Inizio                                            | Fine                                              | Elezione                                          |
| ---------------------------------------------------- | ------------------------------------------------- | ------------------------------------------------- | ------------------------------------------------- | ------------------------------------------------- | ------------------------------------------------- | ------------------------------------------------- | ------------------------------------------------- | ------------------------------------------------- |
|                                                      | Giuseppe Mario Marsigliani                        |                                                   | Partito Repubblicano Italiano                     | Partito Repubblicano Italiano                     | Partito Repubblicano Italiano                     | 9 aprile 1946                                     | agosto 1948                                       | Elezione 1946                                     |
|                                                      | Luciano Di Castri (Commissario prefettizio)       | –                                                 | –                                                 | –                                                 | –                                                 | agosto 1948                                       | dicembre 1948                                     | –                                                 |
|                                                      | Giuseppe Mario Marsigliani                        |                                                   | Partito Repubblicano Italiano                     | Partito Repubblicano Italiano                     | Partito Repubblicano Italiano                     | dicembre 1948                                     | 23 ottobre 1949                                   | Elezione 1948                                     |
|                                                      | Francesco Angelini                                |                                                   | Partito Repubblicano Italiano                     | Partito Repubblicano Italiano                     | Partito Repubblicano Italiano                     | novembre 1949                                     | giugno 1950                                       | Elezione 1948                                     |
|                                                      | Enrico Barchiesi                                  |                                                   | Partito Repubblicano Italiano                     | Partito Repubblicano Italiano                     | Partito Repubblicano Italiano                     | giugno 1950                                       | giugno 1951                                       | Elezione 1948                                     |
|                                                      | Francesco Angelini                                |                                                   | Partito Repubblicano Italiano                     | Partito Repubblicano Italiano                     | Partito Repubblicano Italiano                     | giugno 1951                                       | 1956                                              | Elezione 1951                                     |
| 1956                                                 | Francesco Angelini                                | 1960                                              | Partito Repubblicano Italiano                     | Partito Repubblicano Italiano                     | Partito Repubblicano Italiano                     | Elezione 1956                                     |                                                   |                                                   |
| 1960                                                 | Francesco Angelini                                | 12 luglio 1964                                    | Partito Repubblicano Italiano                     | Partito Repubblicano Italiano                     | Partito Repubblicano Italiano                     | Elezione 1960                                     |                                                   |                                                   |
|                                                      | Alfredo Trifogli                                  |                                                   | Democrazia Cristiana                              | Democrazia Cristiana                              | Democrazia Cristiana                              | Elezione 1960                                     | 1964                                              | 1964                                              |
|                                                      | Artemio Strazzi                                   |                                                   | Partito Socialista Italiano                       | Partito Socialista Italiano                       | Partito Socialista Italiano                       | Elezione 1960                                     | 1964                                              | 1964                                              |
|                                                      | Renato Abbadessa (Commissario prefettizio)        | –                                                 | –                                                 | –                                                 | –                                                 | 1964                                              | 1965                                              | –                                                 |
|                                                      | Claudio Salmoni                                   |                                                   | Partito Repubblicano Italiano                     | Partito Repubblicano Italiano                     | Partito Repubblicano Italiano                     | 22 maggio 1965                                    | 8 luglio 1967                                     | Elezione 1964                                     |
|                                                      | Francesco D'Alessio                               |                                                   | Democrazia Cristiana                              | Democrazia Cristiana                              | Democrazia Cristiana                              | 8 luglio 1967                                     | 10 ottobre 1967                                   | Elezione 1964                                     |
|                                                      | Renato Abbadessa (Commissario prefettizio)        | –                                                 | –                                                 | –                                                 | –                                                 | 10 ottobre 1967                                   | 1969                                              | –                                                 |
|                                                      | Alfredo Trifogli                                  |                                                   | Democrazia Cristiana                              | Democrazia Cristiana                              | Democrazia Cristiana                              | 1969                                              | 1973                                              | Elezione 1968                                     |
| 1973                                                 | Alfredo Trifogli                                  | 1976                                              | Democrazia Cristiana                              | Democrazia Cristiana                              | Democrazia Cristiana                              | Elezione 1973                                     |                                                   |                                                   |
|                                                      | Guido Monina                                      |                                                   | Partito Repubblicano Italiano                     | Partito Repubblicano Italiano                     | Partito Repubblicano Italiano                     | Elezione 1973                                     | 1976                                              | 1979                                              |
| 1979                                                 | Guido Monina                                      | 1983                                              | Partito Repubblicano Italiano                     | Partito Repubblicano Italiano                     | Partito Repubblicano Italiano                     | Elezione 1979                                     |                                                   |                                                   |
| 1983                                                 | Guido Monina                                      | 1988                                              | Partito Repubblicano Italiano                     | Partito Repubblicano Italiano                     | Partito Repubblicano Italiano                     | Elezione 1983                                     |                                                   |                                                   |
|                                                      | Franco Del Mastro                                 |                                                   | Partito Socialista Italiano                       | Partito Socialista Italiano                       | Partito Socialista Italiano                       | 10 agosto 1988                                    | 24 novembre 1992                                  | Elezione 1988                                     |
|                                                      | Renato Galeazzi                                   |                                                   | Partito Democratico della Sinistra                | Partito Democratico della Sinistra                | Partito Democratico della Sinistra                | 23 gennaio 1993                                   | 21 giugno 1993                                    | Elezione 1988                                     |
| Sindaci eletti direttamente dai cittadini (dal 1993) |                                                   |                                                   |                                                   |                                                   |                                                   |                                                   |                                                   |                                                   |
| Nominativo                                           | Nominativo                                        | Partito                                           | Partito                                           | Coalizione                                        | Coalizione                                        | Mandato                                           | Mandato                                           | Elezione                                          |
| Nominativo                                           | Nominativo                                        | Partito                                           | Partito                                           | Coalizione                                        | Coalizione                                        | Inizio                                            | Fine                                              | Elezione                                          |
|                                                      | Renato Galeazzi                                   |                                                   | Partito Democratico della Sinistra                |                                                   | PDS-PRI                                           | 21 giugno 1993                                    | 12 maggio 1997                                    | Elezione 1993                                     |
|                                                      | Renato Galeazzi                                   | PDS-PRI-SI-FdV                                    | Partito Democratico della Sinistra                | 12 maggio 1997                                    | 16 marzo 2001                                     | Elezione 1997                                     |                                                   |                                                   |
|                                                      | Domenico Mannino (Commissario prefettizio)        | –                                                 | –                                                 | –                                                 | –                                                 | 6 aprile 2001                                     | 14 maggio 2001                                    | –                                                 |
|                                                      | Fabio Sturani                                     |                                                   | Democratici di Sinistra                           |                                                   | DS-DL-PRC-MRE-FdV-SDI                             | 14 maggio 2001                                    | 30 maggio 2006                                    | Elezione 2001                                     |
|                                                      | Fabio Sturani                                     | DS-DL-PRC-MRE-FdV-SDI-UDEUR-PdCI-IdV              | Democratici di Sinistra                           | 30 maggio 2006                                    | 4 febbraio 2009                                   | Elezione 2006                                     |                                                   |                                                   |
|                                                      | Carlo Iappelli (Commissario prefettizio)          | –                                                 | –                                                 | –                                                 | –                                                 | 26 febbraio 2009                                  | 23 giugno 2009                                    | –                                                 |
|                                                      | Fiorello Gramillano                               |                                                   | Partito Democratico                               |                                                   | PD-IdV-FdS-PSI                                    | 23 giugno 2009                                    | 17 gennaio 2013                                   | Elezione 2009                                     |
|                                                      | Antonio Corona (Commissario prefettizio)          | –                                                 | –                                                 | –                                                 | –                                                 | 17 gennaio 2013                                   | 11 giugno 2013                                    | –                                                 |
|                                                      | Valeria Mancinelli                                |                                                   | Partito Democratico                               |                                                   | PD-UdC-SC-FdV-L. civiche                          | 11 giugno 2013                                    | 25 giugno 2018                                    | Elezione 2013                                     |
|                                                      | Valeria Mancinelli                                | PD-FdV-L. civiche                                 | Partito Democratico                               | 25 giugno 2018                                    | 30 maggio 2023                                    | Elezione 2018                                     |                                                   |                                                   |
|                                                      | Daniele Silvetti                                  |                                                   | Forza Italia                                      |                                                   | FdI-FI-Lega-UdC-L. civiche                        | 30 maggio 2023                                    | in carica                                         | Elezione 2023                                     |